# Distretti elettorali del Kuwait
I distretti elettorali del Kuwait sono l'ambito territoriale in cui avviene l'elezione dei rappresentanti dell'Assemblea nazionale. Ciascun distretto comprende a sua volta un certo numero di aree (centri abitati).

## Lista

### 1º distretto
- Bayan
- Bnied Al-Gar
- Hawalli
- Mishref
- Rumaithiya
- Salmiya
- Salwa
- Sharq
- Jabriya

### 2º distretto
- Abdullah Al-Salem
- Doha
- Fayha
- Kuwait downtown
- Mansouriya
- Nuzha
- Qadsia
- Shuwaikh
- Shammiya
- Sulaibkhat

### 3º distretto
- Abraq Khaitan
- Hadiya
- Keifan
- Jleeb Al-Shuyoukh
- Khaldiya
- Rawdah
- Andalus
- Sud Khaitan
- Surra
- Adiliya

### 4º distretto
- al-Jahra
- Omariya
- Ardiyah
- Riggae
- Furdos
- Farwaniyah
- Jahra
- Jleeb Al- Shuyokh
- Omariya
- Rabiya
- Sabah Al-Nasser

### 5º distretto
- Abu Halifa
- Ahmadi
- Fahaheel
- Fintas
- Mahboula
- Mangaf
- Qurain
- Riqqah
- Sabah Al-Salem
- Sabahiyah
- Wafra
- Al-Zour